# Pignan

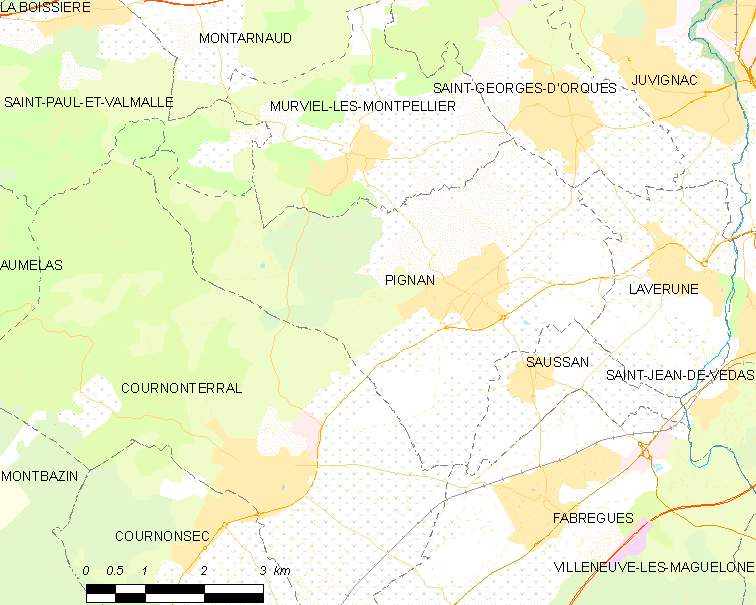
Mapa

 Pignan  es una población y comuna francesa, situada en la región de Occitania, departamento de Hérault, en el distrito de Montpellier y cantón de Pignan.

## Demografía
| 1905 | 2216 | 2677 | 3319 | 4097 | 5665 | 6483 |
| Para los censos de 1962 a 1999 la población legal corresponde a la población sin duplicidades (Fuente: INSEE [Consultar]) |      |      |      |      |      |      |